# Rando Ayamine
Rando Ayamine (綾峰欄人, Ayamine Rando) est un dessinateur de manga né le 17 février 1974 à Amagasaki, connu pour avoir dessiné GetBackers.

## Biographie
Rando Ayamine est le dessinateur de Getbackers, manga où il se plaint souvent dans des notes appelées « Révélations » de ne pas savoir dessiner, de tomber souvent malade et où il commente toutes les erreurs qu'il a fait dans son manga (erreurs imperceptibles). Dans GetBackers, il se surmenait tellement qu'il tombait de sommeil tous les jours et n'avait aucun temps de repos.

## Œuvres
- GetBackers (ゲットバッカーズ -奪還屋-?) (1999-2007 Kodansha) : illustrateur
- Holy Talker (ホーリートーカー, Hōrī Tōkā?) (2008 - Kodansha)
- Oniwaka to Ushiwaka: Edge of the World (鬼若と牛若 Edge of the World?) (2010 - Kodansha) : illustrateur
- Majestic Prince (en) (マジェスチックプリンス?)